# Kaya-Navio
Pour les articles homonymes, voir Kaya et Navio.
Kaya-Navio est une commune rurale située dans le département de Tiébélé de la province du Nahouri dans la région du Centre-Sud au Burkina Faso.

## Géographie
Kaya-Navio se trouve à 8 km au sud-ouest de Tiébélé et à 5 km au nord de la frontière entre le Burkina Faso et le Ghana.

## Santé et éducation
Kaya-Navio accueille un centre de santé et de promotion sociale (CSPS) tandis que le centre médical (CMA) le plus proche se trouve à Pô.